# Ute Küppers-Braun
Ute Küppers-Braun (* 20. Jahrhundert) ist eine deutsche Historikerin und Hochschullehrerin.

## Ausbildung und wissenschaftliche Arbeit
Ute Küppers-Braun schloss ihr Studium der Geschichte an der damaligen Universität-Gesamthochschule Essen 1995 als Dr. phil. ab. Das Thema ihrer Dissertation bei Paul Münch lautete: Frauen des hohen Adels im kaiserlich-freiweltlichen Damenstift Essen (1605–1803). Eine verfassungs- und sozialgeschichtliche Studie. Zugleich ein Beitrag zur Geschichte der Stifte Thorn, Elten, Vreden und St. Ursula in Köln. Darin legte sie unter anderem dar, dass die Stifte über die Versorgung der Frauen hinaus weitere wichtige Frunkionen erfüllten, indem sie gleichzeitig auch der „Sozialisation der jungen Gräfinnen und Prinzessinen“ dienten und „Kontrollinstanzen der Ebenbürtigkeit für Heiratskandidatinnen“ waren. Nach dieser 1997 publizierten Arbeit, die als „wegweisende Studie“ bezeichnet und vielfach zitiert wird, veröffentlichte Küppers-Braun im Jahr 2002 eine zweite Monographie mit dem Titel Frauen an die Macht. 1000 Jahre Herrschaft adeliger Frauen in Essen, in der sie die Stellung der Äbtissin innerhalb des Stiftkapitels sowie ihre weltlichen und geistlichen Herrschaftsbereiche untersuchte. Zudem veröffentlichte sie als Co-Autorin und Mitherausgeberin zahlreiche geschichtswissenschaftliche Beiträge in Fachbüchern-, -zeitschriften und Tagungsbänden.
Küppers-Braun ist als Dozentin für Geschichte der Frühen Neuzeit am Historischen Institut der Universität Duisburg-Essen tätig. Zur Durchführung ihres Projekts Entführung, Flucht, zerrissene Familien – Kinder zwischen den Konfessionen im 18. Jahrhundert erhielt sie von 2001 bis 2006 Fördermittel der Deutschen Forschungsgemeinschaft (DFG). Im Sommersemester 2009 war sie Gastdozentin am Institut für Geschichte der Universität Wien.
Neben ihren umfassenden Untersuchungen zum Leben adliger Frauen in westfälischen Klöstern und Stiften beschäftigte sie sich in ihrer wissenschaftlichen Forschungsarbeit und ihren Publikationen mit dem Schicksal von ehemaligen Sklavenmädchen aus dem Sudan, die im 19. Jahrhundert freigekauft wurden und dann nach Europa gebracht wurden, um sie in Klöstern zu missionieren, darunter die inzwischen von der katholischen Kirche heiliggesprochene Josefine Bakhita.

## Veröffentlichungen
als Autorin
- Frauen des hohen Adels im kaiserlich-freiweltlichen Damenstift Essen (1605–1803). Eine verfassungs- und sozialgeschichtliche Studie. Zugleich ein Beitrag zur Geschichte der Stifte Thorn, Elten, Vreden und St. Ursula in Köln. Aschendorff, Münster 1997, ISBN 3-402-06247-X (Quellen und Studien 8), (zugleich: Essen, Univ., Diss., 1995).
- Macht in Frauenhand. 1000 Jahre Herrschaft adeliger Frauen in Essen. Klartext-Verlag, Essen 2002, ISBN 3-89861-106-X.
- Gekauft im Namen des Herrn. Afrikanische Kindersklaven in europäischen Klöstern im 19. Jahrhundert. Aschendorff, Münster 2021, ISBN 978-3-402-24814-0.

als Mitherausgeberin
- mit Jutta Nowosadtko, Rainer Walz (Hrsg.): Anfechtungen der Vernunft. Wunder und Wunderglaube in der Neuzeit. Essen 2006, ISBN 3-89861-521-9.
- mit Klaus Gereon Beuckers, Katrinette Bodarwé, Birgitta Falk, Klaus Lange, Gisela Muschiol, Hedwig Röckelein, Thomas Schilp, Michael Schlagheck (Hrsg.): Katholisch – Lutherisch – Calvinistisch, Frauenkonvente im Zeitalter der Konfessionalisierung, Essener Forschung zum Frauenstift, Band 8., Klartext-Verlag, Essen 2010.
- mit Klaus Gereon Beuckers, Katrinette Bodarwé, Birgitta Falk, Klaus Lange, Gisela Muschiol, Hedwig Röckelein, Thomas Schilp, Michael Schlagheck, Annemarie Stauffer (Hrsg.): Frauen bauen Europa, Internationale Verflechtungen des Frauenstifts Essen, Essener Forschungen zum Frauenstift, Band 9. Klartext-Verlag, Essen 2011.
- mit Klaus Gereon Beuckers, Katrinette Bodarwé, Birgitta Falk, Klaus Lange, Gisela Muschiol, Hedwig Röckelein, Thomas Schilp, Michael Schlagheck, Annemarie Stauffer (Hrsg.): Liturgie in mittelalterlichen Frauenstiften, Forschungen zum Liber Ordinarius, Essener Forschungen zum Frauenstift, Band 10. Klartext-Verlag, Essen 2012.

als Beitragende
- Ute Braun: Frauentestamente. Stiftsdamen, Fürstinnen-Äbtissinnen und ihre Schwestern in Selbstzeugnissen des 17. und 18. Jahrhunderts. In: Essener Beiträge. Band 104, 1991, ISSN 1432-6531, S. 11–99.
- P. Niccolò Olivieri und der (Los-)Kauf afrikanischer Sklavenkinder. 2001, doi:10.5169/seals-390478
- Kammermohren: Ignatius Fortuna am Essener Hof und andere farbige Hofdiener. In: Münster am Hellweg. 54, 2001, S. 17–49.
- Fürstin-Äbtissin Franziska Christine von Pfalz-Sulzbach (1696–1776). In: Alfred Pothmann und Reimund Haas: Christen an der Ruhr. Band 2, Verlag Peter Pomp, Bottrop – Essen 2002, ISBN 3-89355-231-6.
- Ihr Schmuckkästchen war ein tragbarer Friedhof – Anmerkungen zum Testament der letzten Essener Fürstäbtissin Maria Kunigunde von Sachsen. In: Das Münster am Hellweg. Mitteilungsblatt des Vereins für die Erhaltung des Essener Münsters, 56 (2003), S. 129–143.
- Ein Wunder in Thorn? Clara Elisabeth von Manderscheid-Blankenheim und Markus von Aviano. In: Das Münster am Hellweg. 60, 2007, ZDB-ID 400327-5, S. 63–86.
- Zur Sozialgeschichte hochadeliger Damenstifte im 17. und 18. Jahrhundert. In: Irene Crusius (Hrsg.): Studien zum Kanonissenstift. Göttingen 2009, S. 356 ff.
- Maria Clara von Spaur, Flavon und Valer und die Rekatholisierung nordwestdeutscher Frauenstifte. In: Jürgen Bärsch, Reimund Haas (Hg.): Vom Stift Essen zum Ruhrbistum: Festgabe zum 75. Geburtstag von Hans Jürgen Brandt. Monsenstein und Vannerdat, Münster 2013, ISBN 978-3-86991-863-1.
- Stift Stoppenberg und Stift Rellinghausen. Forschungsstand und Perspektiven. In: Birgitta Falk, Jens Lieven, Jens Oboth (Hrsg.): Aus der Nähe betrachtet. Regionale Vernetzungen des Essener Frauenstiftes in Mittelalter und früher Neuzeit. Essen 2017, S. 231–255.